# AS Amical Douane
Der AS Amical Douane ist ein mauretanischer Fußballverein aus Nouakchott, der Hauptstadt Mauretaniens.
Der Verein hatte Ende der 80er und Anfang der 90er seine größten Erfolge. 1987 und 1991 gelang es ihm, den nationalen Pokalwettbewerb zu gewinnen. Während er 1988 noch nach dem ersten Spiel auf das Rückspiel verzichtete, nahm er 1992 teil und schied in der ersten Spielrunde aus.

## Statistik in den CAF-Wettbewerben
| Wettbewerb                    | Runde         | Gegner             | Hinspiel | Rückspiel |  |
| ----------------------------- | ------------- | ------------------ | -------- | --------- |  |
|                               |               |                    |          |           |  |
| African Cup Winners’ Cup 1988 | Qualifikation | Wallidan Banjul    | 0:3 (A)  | *         |  |
| African Cup Winners’ Cup 1992 | Qualifikation | Ports Authority FC | 0:3 (A)  | 1:0 (H)   |  |